# Il cucchiaio d'argento
Il Cucchiaio d'Argento è un ricettario di cucina pubblicato per la prima volta nel 1950, giunto alla sua undicesima edizione nell'ottobre del 2020.
È uno dei libri di cucina più rinomati e popolari d'Italia, con oltre 2000 ricette provenienti da tutte le regioni italiane.
Editoriale Domus ha negli anni pubblicato una serie di volumi dedicati alla cucina ad affiancamento de Il Cucchiaio d'Argento, da volumi mono-tematici (Antipasti & Contorni, Primi, Secondi, Dolci, Cucina Regionale, Pizze e Torte Salate, Piatti Estivi, Pesce e Carne) alla collana di volumi dedicati alla cucina per l'infanzia, con il second brand Il Cucchiaino d'Argento. Il volume Il Cucchiaino D'argento, 0-5 anni è il libro di cucina dedicata all'infanzia più venduto in Italia.
Il Cucchiaio d'Argento ha anche un sito e la Fanpage del brand è la pagina di cucina più seguita d'Italia.
Editoriale Domus pubblica a brand Il Cucchiaio d'Argento Collection, una rivista di cucina distribuita nelle edicole italiane.
Il 15 ottobre 2020, in occasione del 70 anniversario di pubblicazione viene pubblicata la XI edizione.

## Edizioni
- Autori Vari, Il Cucchiaio d'Argento, 11ª edizione, Editoriale Domus, 2020, ISBN 978-88-3333-167-6.
- Autori Vari, Il Cucchiaio d'Argento, 10ª edizione, Editoriale Domus, 2016,  p. 1320, ISBN 978-88-7212-924-1.
- Autori Vari, Il Cucchiaio d'Argento, 9ª edizione, Editoriale Domus, 2011,  p. 1317, ISBN 978-88-7212-716-2.
- Autori Vari, Il Cucchiaio d'Argento, 8ª edizione, Editoriale Domus, 1997,  p. 1190, ISBN 978-88-7212-223-5.
- Autori Vari, Il Cucchiaio d'Argento, 7ª edizione, Editoriale Domus, aprile 1986,  p. 915.
- Autori Vari, Il Cucchiaio d'Argento, 6ª edizione, Editoriale Domus, 1972,  p. 1083.
- Autori Vari, Il Cucchiaio d'Argento, 5ª edizione, Editoriale Domus, 1959,  p. 972.
- Autori Vari, Il Cucchiaio d'Argento, 4ª edizione, Editoriale Domus, 10 aprile 1954,  p. 770.
- Autori Vari, Il Cucchiaio d'Argento, 3ª edizione, Editoriale Domus, 15 giugno 1951,  p. 656.
- Autori Vari, Il Cucchiaio d'Argento, 2ª edizione, Editoriale Domus, 15 dicembre 1950,  p. 470.
- Autori Vari, Il Cucchiaio d'Argento, 1ª edizione, Editoriale Domus, 30 marzo 1950.